# Марон (река)
Маро́н (устар. Маронн, Маронна; фр. Maronne) — река во Франции, протекающая через департаменты Канталь и Коррез в регионах Овернь — Рона — Альпы и Новая Аквитания. Левый приток верхнего течения реки Дордонь.

## География

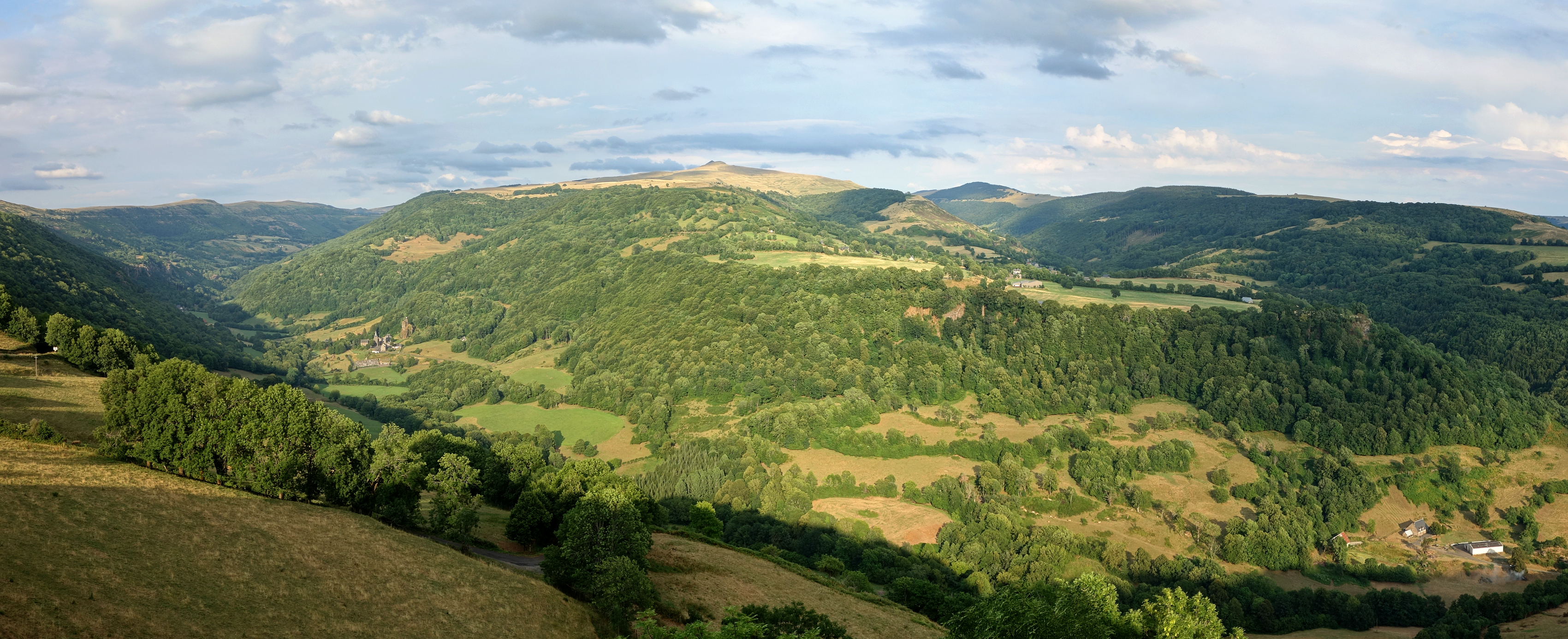
Вид на долину Марон со стороны Салер

Река Марон берёт начало на высоте около 1430 метров в регионе Овернь — Рона — Альпы, в массиве Канталь и департаменте Канталь, в коммуне Сен-Поль-де-Салер, на северных склонах горы Рок-де-Омбр. Река падает с высоты 22 метра, образуя водопад Рок-де-Бан.
Река впадает в реку Дордонь на левом берегу, на высоте 167 м, в двух с половиной километрах к юго-юго-западу от центра города Аржанта, на границе коммун Аржанта-сюр-Дордонь и Монсо-сюр-Дордонь.
Всё верховье реки Марон, вплоть до коммуны Сен-Мартен-Вальмеру, расположены на территории Регионального природного парка «Вулканы Оверни». Далее, от Сент-Элали до Аржанта, Марон протекает по ущельям высотой от ста до двухсот метров. За исключением трёх километров на уровне башен Мерль, русло Марон служит границей для граничащих с ней коммун: от Бесса и Пло до Ла-Шапель-Сен-Жеро и Отфажа.

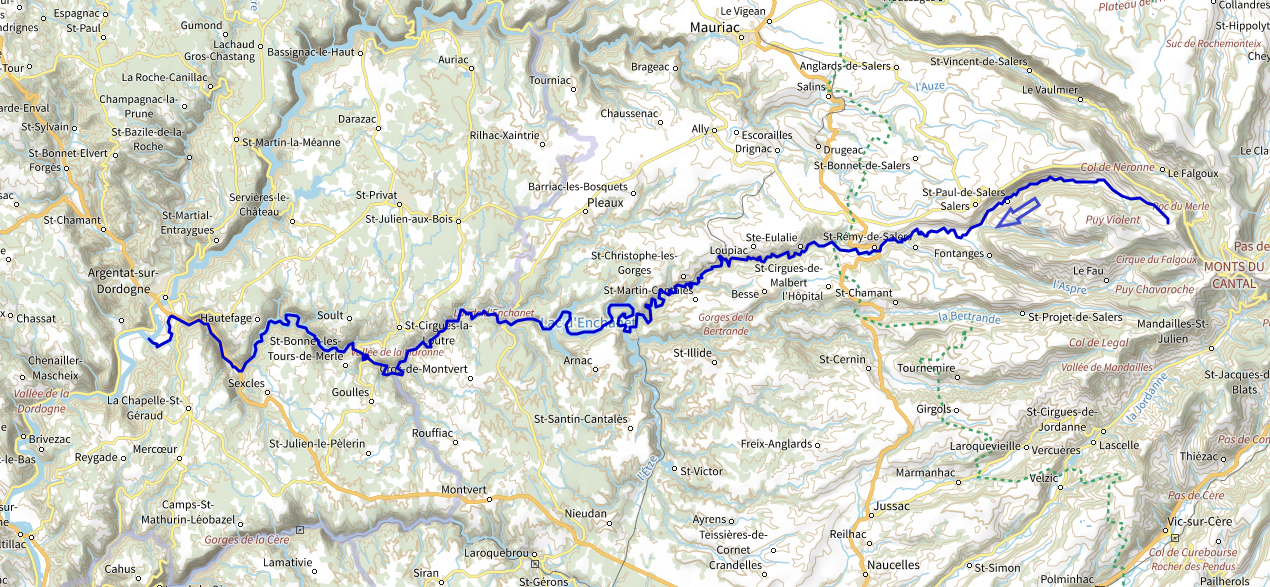
Карта реки Марон

Длина реки Марон, протекающей с востока на запад, составляет 92,57 км. Водосборный бассейн реки охватывает площадь 823 км².

## Гидроэлектроэнергия
Вдоль реки Марон построены три гидроэлектростанции: плотина Эншане, расположенная между Арнаком и Пло, плотина Гур-Нуар, расположенная между Сен-Жюльен-о-Буа и Кро-де-Монвер, и плотина Отфаж, расположенная между Отфажем и Секль.

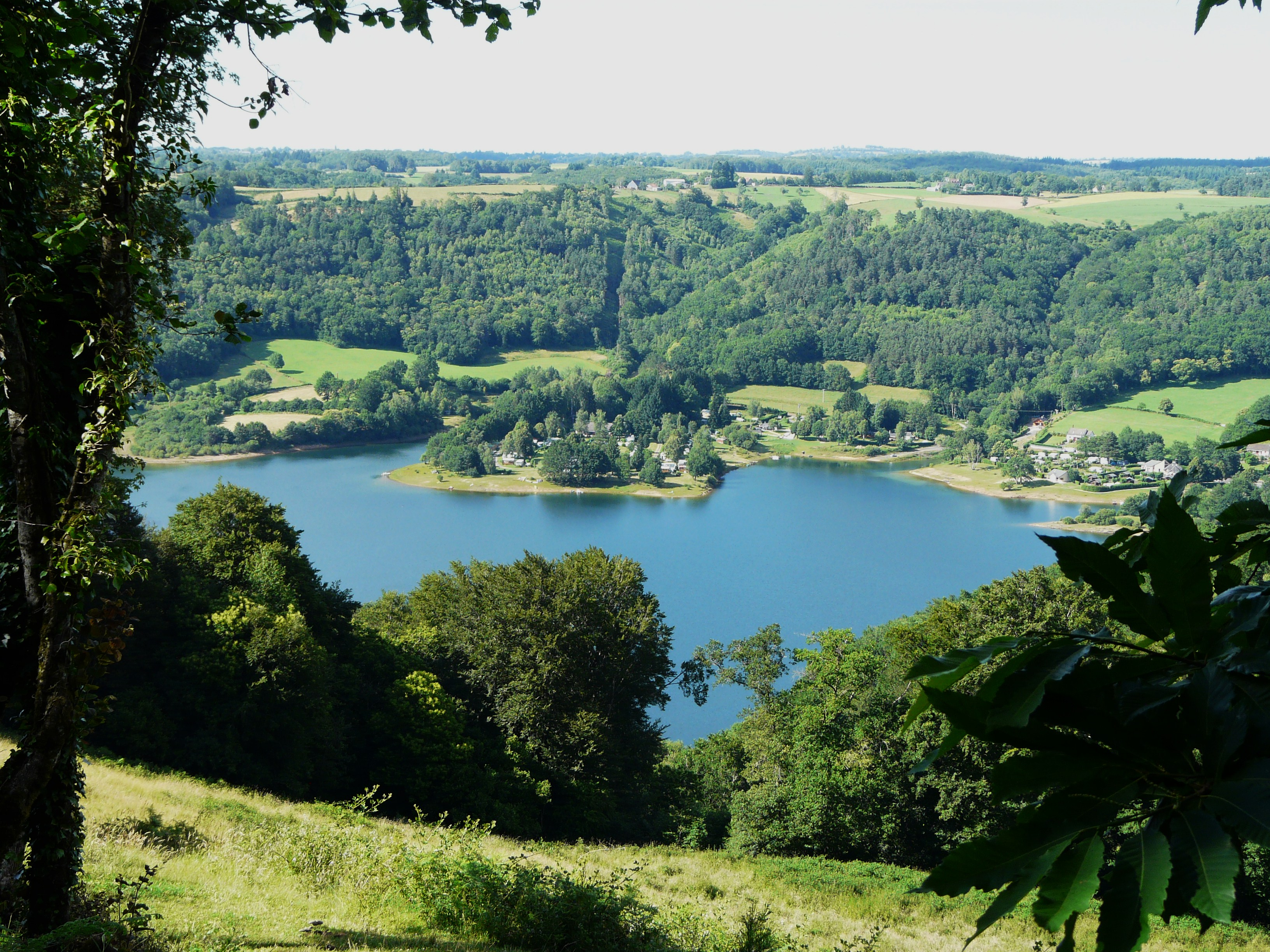
Водохранилище плотины Эншане
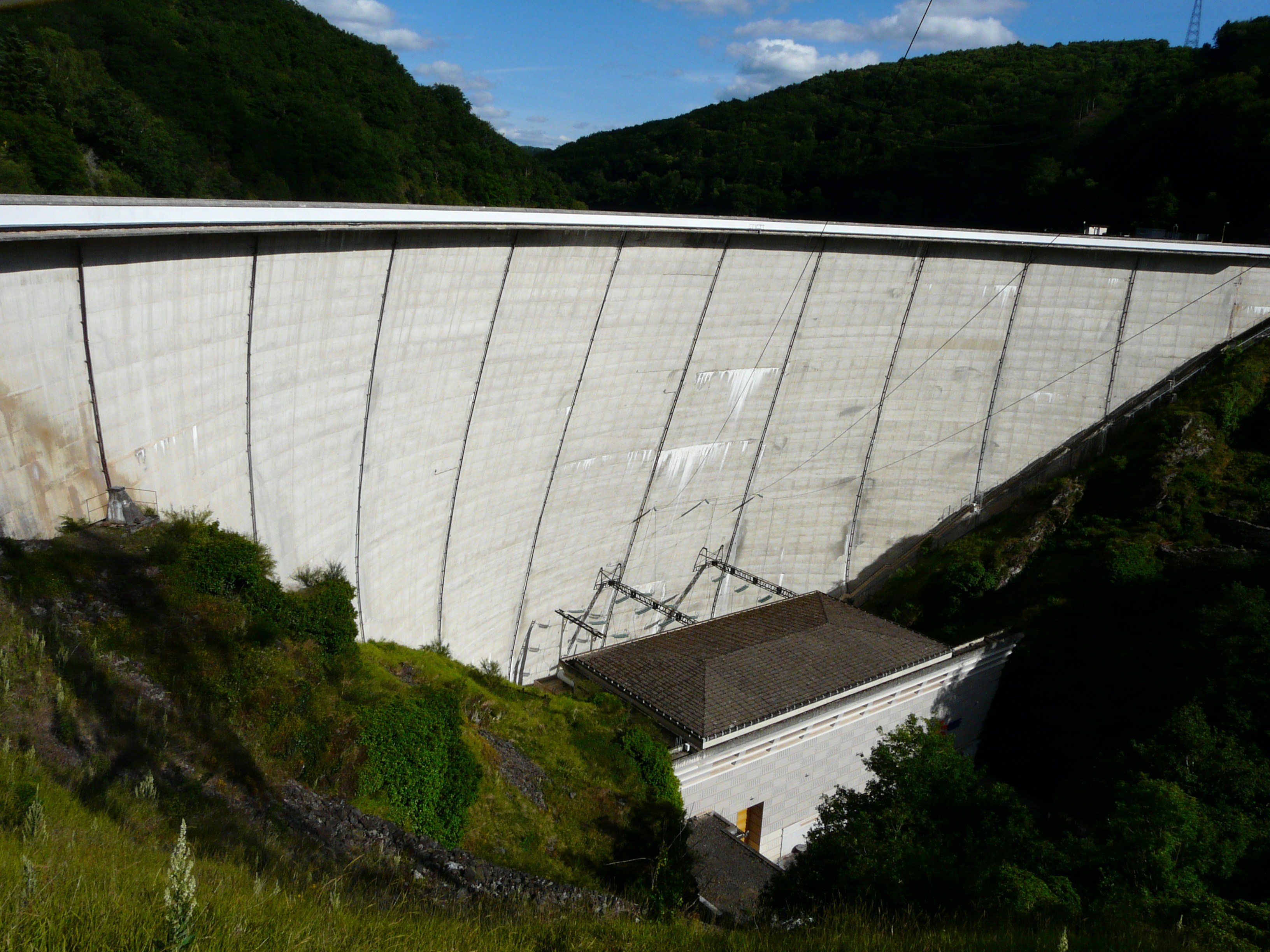
Плотина Эншане
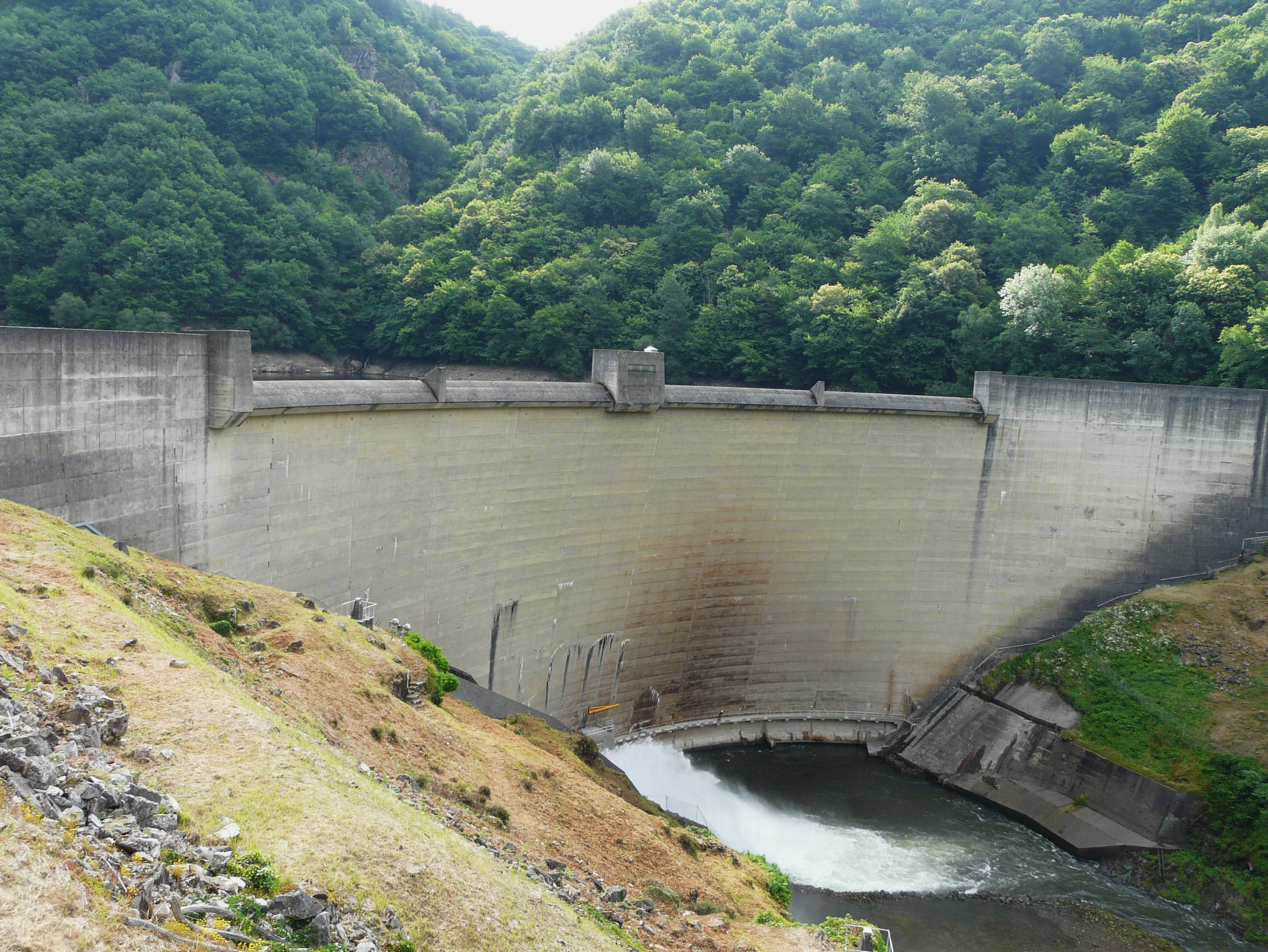
Плотина Отфаж

## Фототека

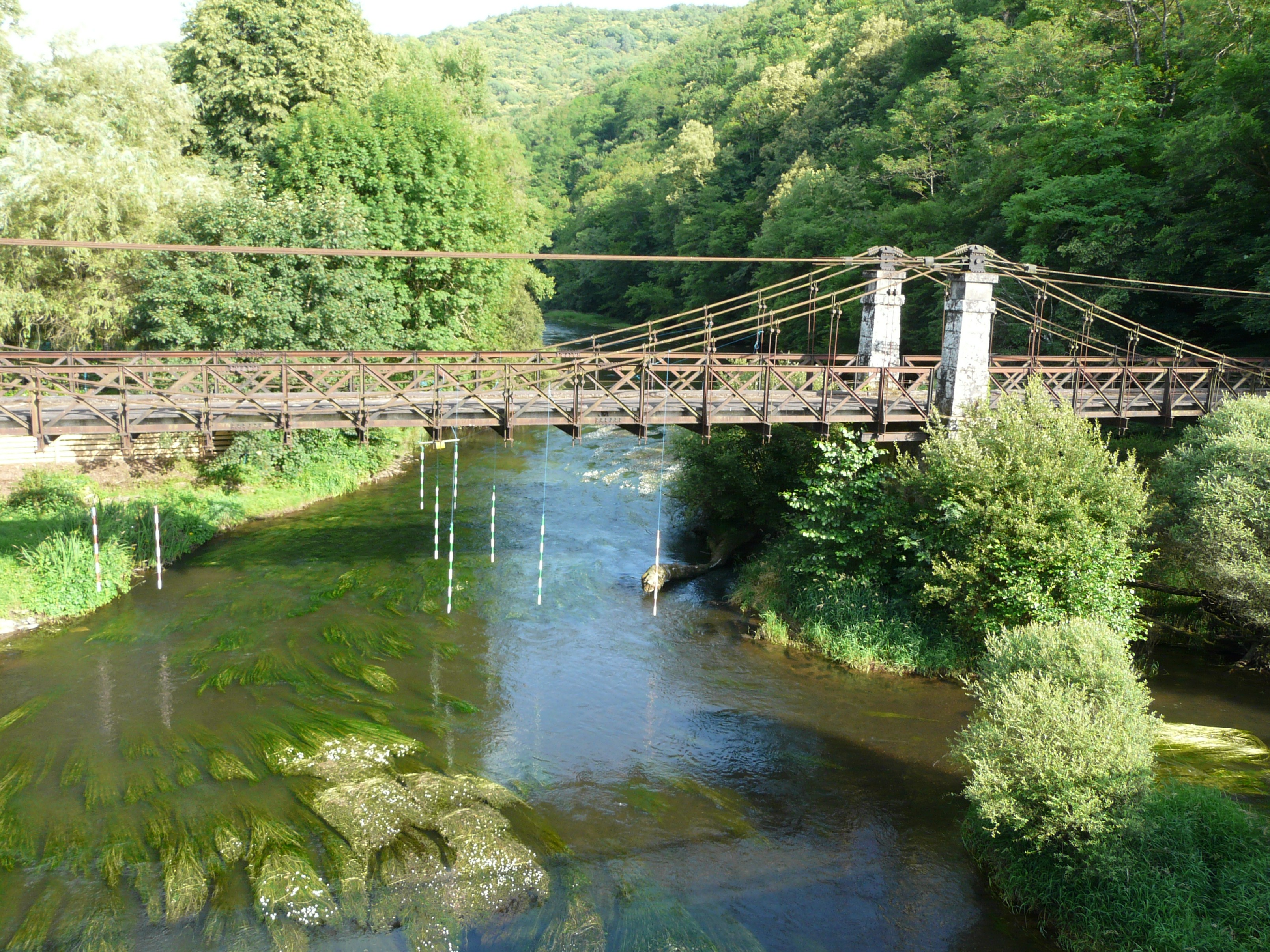
Марон выше RD 33 в Аржанте
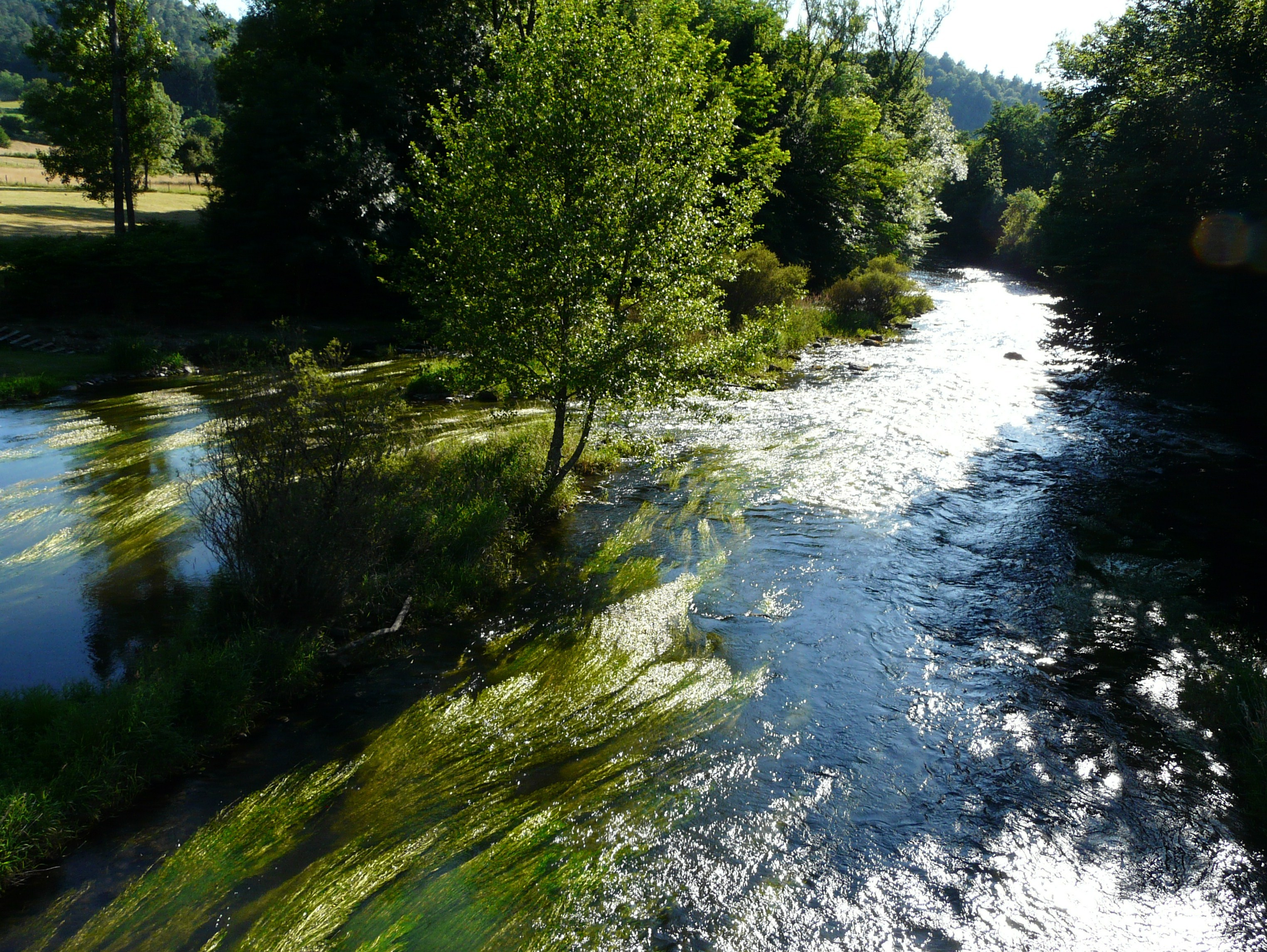
Марон ниже RD 116 в Аржанте